# SN 2007mi
SN 2007mi – supernowa typu Ia odkryta 8 października 2007 roku w galaktyce A032331+0039. W momencie odkrycia miała maksymalną jasność 19,90m.